# Michael Kadosh
Michael Kadosh (hebreo: מיכאל קדוש; Alejandría, 23 de abril de 1940 - ibídem, 29 de abril de 2014) fue un entrenador y futbolista israelí que jugaba en la demarcación de portero.

## Biografía
Con 17 años de edad, hizo su debut como futbolista con el Maccabi Jaffa FC, donde jugó durante una temporada. Un año después fichó por el Hakoah Ramat Gan. Con el club ganó la Ligat ha'Al, la liga más importante del país; y la Copa de Israel. Jugó en el equipo durante doce años, hasta que en 1970 fue traspasado por un año al Maccabi Netanya, ganando otra Ligat ha'Al y una Supercopa de Israel. En 1971, y por cinco años, fue traspasado al Maccabi Tel Aviv FC, donde ganó su tercera Ligat ha'Al. Finalmente en 1976 y tras 19 temporadas jugando como futbolista, se retiró. El mismo año de su retiro fichó como entrenador del Hapoel Lod FC. Dos años después se hizo con sus servicios el Hakoah Ramat Gan, con el que ganó la Liga Leumit. También entrenó a bastantes equipos de la liga israelí hasta que en 1996 fichó de nuevo por el Hakoah Ramat Gan, ganando la Copa Toto. Tras seguir entrenando durante varios años más, fichó por el Hapoel Be'er Sheva, ganando otra Liga Leumit. Varios años después pasando por otros clubes, el Hapoel Jerusalem FC se hizo con sus servicios, ganando la Liga Artzit en 2008 y 2011. Finalmente en 2013 fichó por el Hapoel Ashkelon FC, último club al que entrenó, dejando el cargo tras sufrir un cáncer. Tras un año falleció a causa de ello el 29 de abril de 2014 a los 74 años de edad.

## Clubes

### Como futbolista
| Club                | País   | Año         |
| ------------------- | ------ | ----------- |
| Maccabi Jaffa FC    | Israel | 1957 - 1958 |
| Hakoah Ramat Gan    | Israel | 1958 - 1970 |
| Maccabi Netanya     | Israel | 1970 - 1971 |
| Maccabi Tel Aviv FC | Israel | 1971 - 1976 |

### Como entrenador
| Club                          | País   | Año         |
| ----------------------------- | ------ | ----------- |
| Hapoel Lod FC                 | Israel | 1976 - 1978 |
| Hakoah Ramat Gan              | Israel | 1978 - 1980 |
| Maccabi Ramat Amidar FC       | Israel | 1980 - 1982 |
| Maccabi Yavne FC              | Israel | 1982 - 1983 |
| Hapoel Ashkelon               | Israel | 1983 - 1984 |
| Maccabi Yavne FC              | Israel | 1984 - 1985 |
| Hapoel Lod FC                 | Israel | 1985        |
| Shimshon Tel Aviv             | Israel | 1985 - 1986 |
| Hapoel Ramat Gan FC           | Israel | 1986 - 1987 |
| Maccabi Yavne FC              | Israel | 1987 - 1989 |
| Maccabi Sha'arayim FC         | Israel | 1989 - 1990 |
| Hapoel Ashdod FC              | Israel | 1990 - 1991 |
| Beitar Jerusalén              | Israel | 1991 - 1992 |
| Hapoel Ashkelon               | Israel | 1992 - 1993 |
| Beitar Tel Aviv               | Israel | 1993 - 1996 |
| Hakoah Ramat Gan              | Israel | 1996 - 1998 |
| Hapoel Ashdod FC              | Israel | 1998 - 1999 |
| Beitar Avraham Be'er Sheva FC | Israel | 1999 - 2000 |
| Hapoel Be'er Sheva            | Israel | 2000 - 2003 |
| Hapoel Kfar Saba              | Israel | 2003 - 2004 |
| Maccabi Herzliya              | Israel | 2004 - 2005 |
| Hapoel Be'er Sheva            | Israel | 2005        |
| Bnei Sakhnin FC               | Israel | 2005 - 2006 |
| Maccabi Ahi Nazareth FC       | Israel | 2006 - 2007 |
| Hapoel Jerusalem FC           | Israel | 2007 - 2009 |
| Beitar Tel Aviv Ramla FC      | Israel | 2009 - 2010 |
| Hapoel Jerusalem FC           | Israel | 2010 - 2012 |
| Hapoel Ashkelon FC            | Israel | 2013        |

## Palmarés

### Como futbolista

#### Campeonatos nacionales
| Título              | Club                | País   | Año  |
| ------------------- | ------------------- | ------ | ---- |
| Ligat ha'Al         | Hakoah Ramat Gan    | Israel | 1965 |
| Copa de Israel      | Hakoah Ramat Gan    | Israel | 1969 |
| Ligat ha'Al         | Maccabi Netanya     | Israel | 1971 |
| Supercopa de Israel | Maccabi Netanya     | Israel | 1971 |
| Ligat ha'Al         | Maccabi Tel Aviv FC | Israel | 1972 |

### Como entrenador

#### Campeonatos nacionales
| Título      | Club               | País   | Año  |
| ----------- | ------------------ | ------ | ---- |
| Liga Leumit | Hakoah Ramat Gan   | Israel | 1979 |
| Copa Toto   | Hakoah Ramat Gan   | Israel | 1997 |
| Liga Leumit | Hapoel Be'er Sheva | Israel | 2001 |
| Liga Artzit | Hapoel Jerusalem   | Israel | 2008 |
| Liga Artzit | Hapoel Jerusalem   | Israel | 2011 |